# Psychotria subvelutina
Psychotria subvelutina är en måreväxtart som beskrevs av Erik Leonard Ekman och Ignatz Urban. Psychotria subvelutina ingår i släktet Psychotria och familjen måreväxter. Inga underarter finns listade i Catalogue of Life.